# マグリオ・オルドニェス
マグリオ・ホセ・オルドニェス・デルガード（Magglio José Ordóñez Delgado, 1974年1月28日 - ）は、ベネズエラ・カラカス出身の政治家、元プロ野球選手（外野手）。右投右打。
同姓同名の息子もプロ野球選手である。

## 経歴

### ホワイトソックス時代

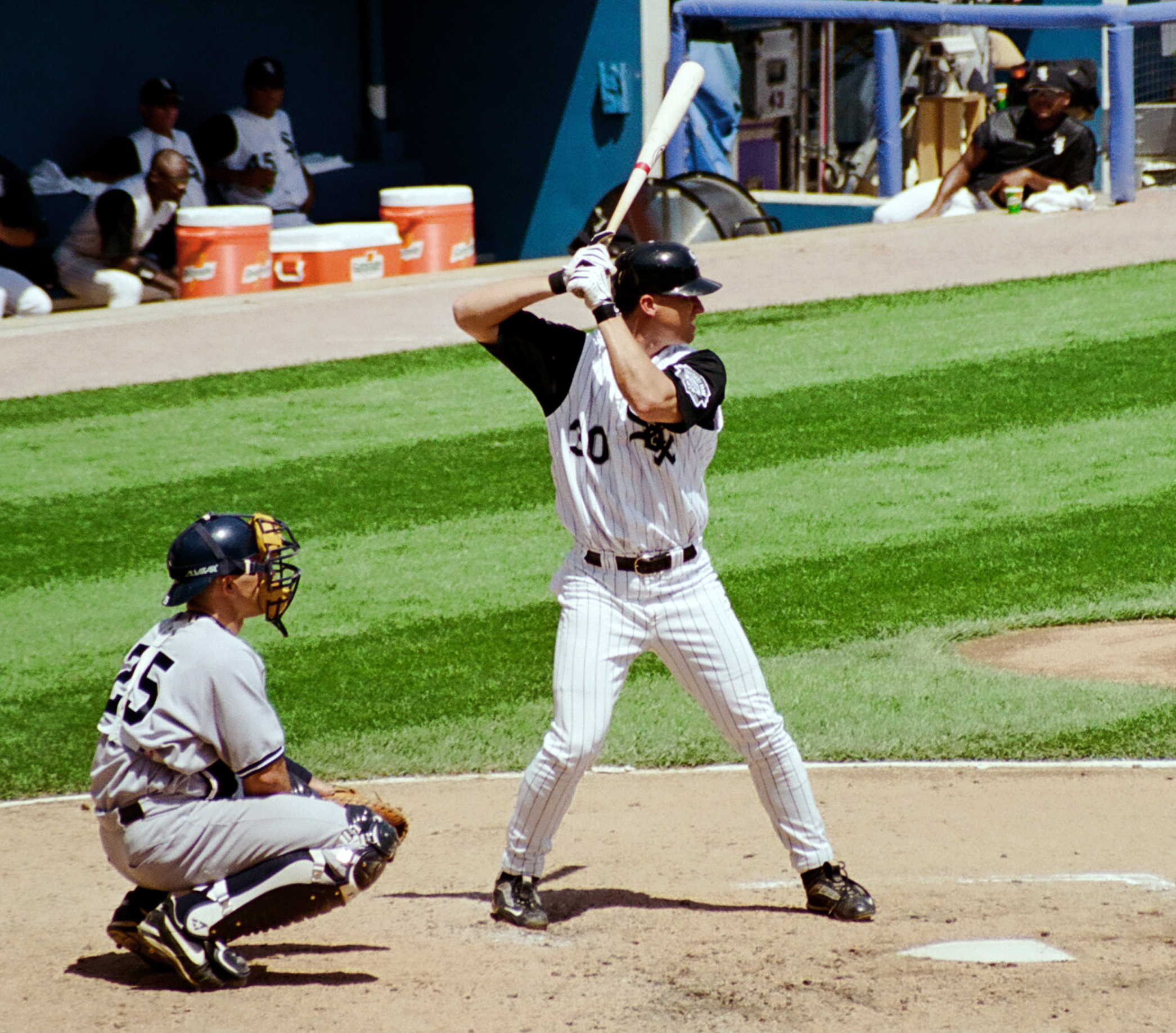
シカゴ・ホワイトソックス時代
(1999年)

1991年、18歳でシカゴ・ホワイトソックスに入団。
1997年8月29日にメジャーデビューを果たす。
1999年から2002年にかけて、4年連続で打率3割、本塁打30本、打点100打点を達成。
2003年は打率.317、29本塁打、99打点と惜しくも5年連続はならなかった。2001年から2003年にかけては70本以上の長打を放った。
2004年5月19日のクリーブランドにおける試合で、オマー・ビスケルがライトに打ちあげたポップフライを追って二塁手のウィリー・ハリスと衝突すると、故障者リスト（DL）に二度入り、左ひざに二度の手術を受けることになった。同年は52試合に出場し打率.292、9本塁打、37打点に終わった。オフにフリーエージェントとなった。

### タイガース時代
2005年2月7日に移籍した。この契約はタイガースが一人の選手と結んだものとしては当時の最高額である。2004年にひざの故障を抱えていたため、契約には同じ箇所の故障で25日以上故障者リストに入った場合には、600万ドルの違約金で契約解除出来るという条項が含まれていた。
2005年は、シーズン始まって1週目に腹筋を傷め、それがヘルニアと判明すると、結果続く3か月をDLで送ることを余儀なくされた。手術ののち2か月を休養に当てた後はトレドに本拠地を置くタイガースのAAAチームでリハビリに励み、7月上旬にメジャー復帰。その後はクリーンナップを任され安定して3割を超える打率を残した。
2006年開幕前の3月に第1回WBCのベネズエラ代表に選出された。
シーズンでは、オールスター出場を果たしたが、これはボストン・レッドソックスのマニー・ラミレスの故障による代替出場であった。オールスターの時点でオルドニェスは打率.312、16本塁打、62打点と、59勝29敗で地区首位をゆくタイガースを牽引していた。過去2年間のように大きな怪我もなく、健康にすごしたこの年は155試合に出場。3年ぶりの20本塁打以上となる24本塁打、自身4年ぶりであり、チーム最多となる104打点をたたき出した。
同年10月14日、タイガースの3連勝で迎えたALCSの第4試合で、オルドニェスは9回裏2死からスリーランを放ちサヨナラで試合を決めた。ポストシーズンのシリーズがホームランで幕を閉じたのはメジャーリーグ史上8度目である。その試合でタイガースは1984年以来のワールドシリーズ出場が決まった。
2007年は自己最高のシーズンを送った。イチローと首位打者争いを展開し、最終的には1分以上の差をつけ、メジャートップとなる打率.363で自身初の首位打者に輝いた。タイガースの選手では、同タイトルを得たのは1961年のノーム・キャッシュ以来、また打率.363は1937年にチャーリー・ゲーリンジャーが記録した.371に次ぐ高打率である。54二塁打はこの年のメジャー最多であり、タイガースでは1950年にジョージ・ケルが56本打って以来の数字である。139打点はタイガースでは過去60年で1961年のロッキー・コラビトの140打点に次ぐ。出塁率.434はタイガースでは過去60年間で三番目に高い数字で、1993年のトニー・フィリップス（.443）と1961年のノーム・キャッシュ（.487）に次ぐ。長打率.595はタイガースの過去60年で1961年のノーム・キャッシュの.662に次ぐ。
8月12日のオークランド・アスレチックスに11対6で勝利した試合では、チームが8得点を挙げた2回に1イニング2本塁打を達成。タイガースでは1955年4月17日当時のカンザスシティ・アスレチックスに16対0で勝利した試合でアル・ケーラインが達成して以来二人目であった。
過去タイガースでこの年のオルドニェスを上回る打撃成績を残したのは1961年のノーム・キャッシュだけであるが、その年のアリーグMVPは61本塁打を放ったニューヨーク・ヤンキースのロジャー・マリスに与えられた。皮肉にも2007年のアリーグMVPもまたヤンキースのアレックス・ロドリゲスが受賞した。
2008年は、さすがに2007年ほどの好成績は残せなかったものの、打率.317・21本塁打・103打点という成績を記録。タイガース移籍後に初めて規定打席に届いた2006年から3年連続で20本塁打100打点以上の数字を残し、主砲としての役割を果たした。
2009年開幕前の3月に第2回WBCのベネズエラ代表に選出され、2大会連続2度目の選出を果たした。
シーズンでは、4年連続で規定打席に到達し、打率は3年連続で.310を上回った。しかし、本塁打と打点ではタイガース移籍後に規定打席に到達したシーズンとしては自己最低の数字にとどまった。
2010年、7月に右足首を痛めた事で、5年ぶりに80試合台の試合出場に終わり、その影響で5年ぶりに規定打席到達を逃した。しかし、打率は4年連続で.300以上の数値をマークし、本塁打も2ケタをクリアした（12本塁打）。
2011年は92試合出場で打率.255と成績が大きく低下し、シーズン終了後にフリーエージェントとなった。その後は所属先が決まらず、2012年6月3日に引退を表明した。同日、コメリカ・パークでのタイガース対ヤンキース戦の試合前にオルドニェスの引退セレモニーが行われた。始球式では、マックス・シャーザーが捕手を務めた。

### 政治家として
現役引退後は母国ベネズエラに帰国し、政治家への転身を図り、ソティーヨ市長選挙に立候補し、12月に行われた市長選挙で当選を果たした。

## 選手としての特徴
コンパクトで速いスイングをし、三振が少なく広角に打ち分けることが出来る打者であり、甘い球をスタンドへ運ぶパワーも持っている。走塁技術は上手いが、怪我で走力は落ちている。右翼手としては平均以上の守備力を持っている。ジャンピングキャッチやスライディングキャッチが上手く、特にライン際への反応が良い。肩は平均的であるが、送球は正確である。

## 人物

### ファンとニックネーム
デトロイトのコメリカ・パークでは、その特徴的な長髪から、縮れた黒髪のかつらを野球帽の下に被って応援するタイガースファンが一部に存在する。またコメリカのファンや野球ブログを書く者の中には、「ビッグチルダ」というニックネーム（名前にチルダが含まれ、それがユニフォームに見られることから）を使用する者が出始めた。愛情を込めて「マッグズ」と呼ばれることもある。

### 政治的問題
第1回大会に続いて、2009 ワールド・ベースボール・クラシックのベネズエラ代表に選ばれたオルドニェスだが、第1ラウンドから打撃不振に陥った。マイアミ、ドルフィン・スタジアムで行われた第2ラウンドでは、ベネズエラの応援団から一斉にブーイングを浴びた。これは、打撃不振に陥っていたこともあるが、政治的な背景があった。
オルドニェスは、ベネズエラのウゴ・チャベス大統領が推し進めた憲法改正（大統領の再選制限を撤廃する）の支持者であり、ベネズエラ国内で放映された国民投票を呼びかけるCMにも出演しており、チャベス支持者（チャビスタ）と見られている。在米ベネズエラ人には、極端な反米政策をとるチャベス大統領に反発している人々が多く、マイアミでの試合を観戦に訪れていたベネズエラ人も、その多くが反チャベス派であった。そこに、打撃不振でチームの足を引っ張っているオルドニェスに対してのフラストレーションが相まって、異例の自国の選手に対するブーイングに発展したのである。タイガースのチームメイトで同じくベネズエラ代表のミゲル・カブレラは、「（ファンの反応が）好きではない。野球に政治を持ち込んでほしくない」とコメントした。
チャベス大統領はオルドニェスへのブーイング問題についてコメントを出し、オルドニェスを擁護すると共に、自国民を野次るファンの存在を嘆いた。そして、ベネズエラが勝利するために国民が一体になって応援しようと諌めた。但し、2013年から現職のニコラス・マドゥロとの関係は明らかにされていない。

## 詳細情報

### 年度別打撃成績
| 年 度     | 球 団     | 試 合 | 打 席 | 打 数 | 得 点 | 安 打 | 二 塁 打 | 三 塁 打 | 本 塁 打 | 塁 打 | 打 点 | 盗 塁 | 盗 塁 死 | 犠 打 | 犠 飛 | 四 球 | 敬 遠 | 死 球 | 三 振 | 併 殺 打 | 打 率 | 出 塁 率 | 長 打 率 | O P S |
| --------- | --------- | ----- | ----- | ----- | ----- | ----- | -------- | -------- | -------- | ----- | ----- | ----- | -------- | ----- | ----- | ----- | ----- | ----- | ----- | -------- | ----- | -------- | -------- | ----- |
| 1997      | CWS       | 21    | 72    | 69    | 12    | 22    | 6        | 0        | 4        | 40    | 11    | 1     | 2        | 1     | 0     | 2     | 0     | 0     | 8     | 1        | .319  | .338     | .580     | .918  |
| 1998      | CWS       | 145   | 578   | 535   | 70    | 151   | 25       | 2        | 14       | 222   | 65    | 9     | 7        | 2     | 4     | 28    | 53    | 9     | 39    | 19       | .282  | .326     | .415     | .741  |
| 1999      | CWS       | 157   | 677   | 624   | 100   | 188   | 34       | 3        | 30       | 318   | 117   | 13    | 6        | 0     | 5     | 47    | 4     | 1     | 64    | 24       | .301  | .349     | .510     | .859  |
| 2000      | CWS       | 153   | 665   | 588   | 102   | 185   | 34       | 3        | 32       | 321   | 126   | 18    | 4        | 0     | 15    | 60    | 3     | 2     | 64    | 28       | .315  | .371     | .546     | .917  |
| 2001      | CWS       | 160   | 671   | 593   | 97    | 181   | 40       | 1        | 31       | 316   | 113   | 25    | 7        | 0     | 3     | 70    | 7     | 5     | 70    | 14       | .305  | .382     | .533     | .915  |
| 2002      | CWS       | 153   | 653   | 590   | 116   | 189   | 47       | 1        | 38       | 352   | 135   | 7     | 5        | 0     | 3     | 53    | 2     | 7     | 77    | 21       | .320  | .381     | .597     | .978  |
| 2003      | CWS       | 160   | 674   | 606   | 95    | 192   | 46       | 3        | 29       | 331   | 99    | 9     | 5        | 0     | 4     | 57    | 1     | 7     | 73    | 20       | .317  | .380     | .546     | .926  |
| 2004      | CWS       | 52    | 222   | 202   | 32    | 59    | 8        | 2        | 9        | 98    | 37    | 0     | 2        | 0     | 1     | 16    | 2     | 3     | 22    | 4        | .292  | .351     | .485     | .836  |
| 2005      | DET       | 82    | 343   | 305   | 38    | 92    | 17       | 0        | 8        | 133   | 46    | 0     | 0        | 0     | 7     | 30    | 1     | 1     | 35    | 8        | .302  | .359     | .436     | .795  |
| 2006      | DET       | 155   | 646   | 593   | 82    | 177   | 32       | 1        | 24       | 283   | 104   | 1     | 4        | 0     | 4     | 45    | 3     | 4     | 87    | 13       | .298  | .350     | .477     | .827  |
| 2007      | DET       | 157   | 678   | 595   | 117   | 216   | 54       | 0        | 28       | 354   | 139   | 4     | 1        | 0     | 5     | 76    | 8     | 2     | 79    | 20       | .363  | .434     | .595     | 1.029 |
| 2008      | DET       | 146   | 623   | 561   | 72    | 178   | 32       | 2        | 21       | 277   | 103   | 1     | 5        | 0     | 6     | 53    | 2     | 3     | 76    | 27       | .317  | .376     | .494     | .870  |
| 2009      | DET       | 131   | 518   | 465   | 54    | 144   | 24       | 2        | 9        | 199   | 50    | 3     | 1        | 0     | 2     | 51    | 2     | 0     | 65    | 19       | .310  | .376     | .428     | .804  |
| 2010      | DET       | 84    | 365   | 323   | 56    | 98    | 17       | 1        | 12       | 153   | 59    | 1     | 0        | 0     | 2     | 40    | 0     | 0     | 38    | 14       | .303  | .378     | .474     | .852  |
| 2011      | DET       | 92    | 357   | 329   | 33    | 84    | 10       | 0        | 5        | 109   | 32    | 2     | 1        | 0     | 4     | 23    | 0     | 1     | 41    | 10       | .255  | .303     | .331     | .634  |
| MLB：15年 | MLB：15年 | 1848  | 7742  | 6978  | 1076  | 2156  | 426      | 21       | 294      | 3506  | 1236  | 94    | 50       | 3     | 65    | 651   | 36    | 45    | 852   | 242      | .309  | .369     | .502     | .871  |

- 各年度の太字はリーグ最高

### タイトル
- 首位打者 1回：2007年

### 表彰
- シルバースラッガー賞 3回：2000年、2002年、2007年

### 記録
- MLBオールスターゲーム選出 6回：1999年 - 2001年、2003年、2006年、2007年

### 背番号
- 30 （1997年 - 2011年）

### 代表歴
- 2006 ワールド・ベースボール・クラシック・ベネズエラ代表
- 2009 ワールド・ベースボール・クラシック・ベネズエラ代表